# Timon e Pumbaa (serie animata)
Timon e Pumbaa (Timon and Pumbaa) o anche Da Il re leone - Timon e Pumbaa (The Lion King's Timon & Pumbaa) è una serie animata statunitense  prodotta da Walt Disney Television Animation nel 1995. È parte del franchise de Il re leone ed ha come protagonisti Timon e Pumbaa. È composta da 85 episodi che accorpano un totale di 168 cortometraggi divisi in 3 stagioni. È stata trasmessa in Italia dal 1996 su Rai 1 e Rai 2, e successivamente su Disney Channel, Toon Disney e Disney Junior.
È stato trasmesso per la prima volta sulla ABC, poi Disney Channel e Toon Disney.

## Trama
In questa serie, ambientata dopo gli eventi de Il re leone (con qualche episodio ambientato prima e durante il primo film), Timon e Pumbaa, nonostante la loro amicizia soprattutto con Simba, fanno avventure nella foresta e in città per farsi capire dagli uomini, e farsi conoscenze, in diversi tempi, e soprattutto alle prese con vari avversari da sistemare; infine tentano continuamente di vivere una vita senza pensieri viaggiando per il mondo.

## Personaggi

### DaIl Re Leone
- Timon: un suricato dalla parlantina facile, protagonista della serie animata che ha come amico il facocero Pumbaa. Orgoglioso e piuttosto ignorante, è anche coraggioso e farebbe di tutto per Pumbaa.
- Pumbaa: un facocero, miglior amico di Timon, anche lui protagonista della serie. Goloso, flatulente e più intelligente di quello che sembra, mette sempre la sua amicizia con Timon al primo posto.
- Rafiki: un saggio babbuino-stregone che aiuta Timon e Pumbaa e anche altri animali nel corso di alcuni episodi.
- Shenzi, Banzai e Ed: tre iene dall'aria comica, ex seguaci di Scar. Dopo averlo ucciso e aver lasciato il regno di Simba ora risiedono in una grotta nelle Terre di Nessuno e cercano costantemente di rimediarsi un pasto.
- Simba: un giovane Re Leone, amico di Timon e Pumbaa. Gli episodi in cui appare sono ambientati ai tempi in cui non era ancora diventato re.
- Zazu: un bucero, amico di Timon, Pumbaa e Simba, nonché consigliere e maggiordomo di suo padre, il Re Mufasa. È il protagonista degli episodi in cui sono assenti Timon e Pumbaa.

### Personaggi originali
- Quint: fastidioso e narcisista nemico umano di Timon e Pumbaa. Cambia nome in ogni episodio in cui appare a seconda del lavoro che fa o il posto in cui vive.
- Irwin: un pinguino, compagno d'infanzia di Timon e Pumbaa. A causa della sua maldestria, causa molti guai ai due amici.
- Orso: un orso grizzly detto Smolder l'Orso, avversario di Timon e Pumbaa. Ha una forza spaventosa e un carattere irascibile.
- Piccolo Jimmy: un uccellino che diventa super-fusto. È un criminale ricercato.
- Tarsio: un tarsio che diventa un lupo carnivoro. Infida nemesi di Timon e Pumbaa che viene cacciata da Simba.
- Boss Castoro: un castoro, fastidioso arcinemico di Timon e Pumbaa, ossessionato dal lavoro e dai soldi.
- Fred: un suricato, primo migliore amico di Timon, che fa sempre scherzi fastidiosi.
- Toucan Dan: un tucano criminale, ricercato dalla polizia. Riesce a far passare per vere le sue menzogne, ma viene sconfitto da Timon e Pumbaa e arrestato.
- Speedy la lumaca: una lumaca maschio, amico di Timon e Pumbaa. Spesso Speedy è bersaglio di malintenzionati e tocca a Timon e Pumbaa salvarlo.
- Pumbaa Junior: un cucciolo di alligatore che viene adottato da Pumbaa, nonostante Timon non lo sopporti. Quest'ultimo lo considera una gallina, essendo uscito da un uovo.
- Cheetata e Cheetato: due ghepardi gemelli dal carattere cinico e ombroso che in alcune occasioni diventano degli antagonisti di Timon e Pumbaa, ma entrano in conflitto anche con Shenzi, Ed e Banzai.
- Nativi: un trio di nativi africani che in realtà sono degli studenti universitari, nemici di Timon e Pumbaa.

## Doppiaggio
| Personaggio               | Doppiatore originale                                                | Doppiatore italiano                                                  |
| ------------------------- | ------------------------------------------------------------------- | -------------------------------------------------------------------- |
| Timon                     | Nathan Lane (1ª voce) Quinton Flynn (2ª voce) Kevin Schon (3ª voce) | Roberto Pedicini                                                     |
| Pumbaa                    | Ernie Sabella                                                       | Ermavilo                                                             |
| Rafiki                    | Robert Guillaume                                                    | Sergio Fiorentini                                                    |
| Simba                     | Cam Clarke                                                          | Riccardo Rossi                                                       |
| Zazu                      | Michael Gough                                                       | Roberto Del Giudice                                                  |
| Shenzi                    | Tress MacNeille                                                     | Rita Savagnone                                                       |
| Banzai                    | Rob Paulsen                                                         | Marco Guadagno                                                       |
| Ed                        | Jim Cummings                                                        | ??                                                                   |
| Quint                     | Corey Burton                                                        | Renzo Stacchi (st. 1-2) Rino Bolognesi (st. 3)                       |
| Speedy                    | Corey Burton                                                        | Stefano Onofri                                                       |
| Irwin                     | Charlie Adler                                                       | Oreste Baldini (1ª voce) Stefano Onofri (2ª voce)                    |
| Boss Castoro              | Brad Garrett                                                        | Renzo Stacchi                                                        |
| Fred                      | S. Scott Bullock                                                    | ?? (1ª voce) Neri Marcorè (2ª voce)                                  |
| Ralph                     | Rob Paulsen                                                         | Massimo Corvo                                                        |
| Eddie                     | Richard Karron                                                      | Oliviero Dinelli                                                     |
| Scoiattolo volante        | Rob Paulsen                                                         | Fabrizio Manfredi                                                    |
| Orso Smolder              | Jim Cummings                                                        | Leslie La Penna                                                      |
| Cheetato                  | Jim Cummings                                                        | Neri Marcorè                                                         |
| Cheetata                  | Rob Paulsen                                                         | Vittorio Battarra                                                    |
| Avvoltoio della Polizia 1 | Townsend Coleman                                                    | Francesco Pezzulli (st. 1) Oliviero Dinelli (st. 2)                  |
| Avvoltoio della Polizia 2 | Brian Cummings                                                      | Marco Bresciani (st. 1) Vittorio Amandola (st. 2)                    |
| Nobi                      | Jim Cummings                                                        | Marco Bresciani                                                      |
| Simon                     | Rob Paulsen                                                         | Maura Cenciarelli                                                    |
| Mr. Happy                 | Steve Mackall                                                       | Oliviero Dinelli                                                     |
| Pumbaa Jr.                | Nancy Cartwright                                                    | Monica Ward                                                          |
| Piccolo Jimmy             | Joe Alaskey                                                         | Gilberta Crispino (voce femminile) Antonio Angrisano (voce maschile) |
| Capo dei nativi           | Jeff Bennett                                                        | Luigi Ferraro                                                        |
| Monty                     | Quinton Flynn                                                       | Roberto Pedicini                                                     |
| Bampuu                    | Ernie Sabella                                                       | Ernesto Brancucci                                                    |
| Fronk                     | Corey Burton                                                        | Giorgio Borghetti                                                    |
| Frieda                    | April Winchell                                                      | Monica Ward                                                          |
| Zio Boaris                | Jim Cummings                                                        | Mauro Bosco                                                          |
| Bruce                     | Jim Cummings                                                        | Mauro Bosco                                                          |
| Peter Lorre               | Rob Paulsen                                                         | Mauro Bosco                                                          |
| Re Leopold                | Frank Welker                                                        | Mauro Bosco                                                          |
| El Toro                   | Jeff Bennett (1ª voce) S. Scott Bullock (2ª voce)                   | Mauro Bosco (1ª voce) Carlo Reali (2ª voce)                          |
| Leone Selvaggio           | Rodger Bumpass                                                      | Neri Marcorè                                                         |
| Formichiere               | Jeff Bennett                                                        | Neri Marcorè                                                         |
| Tarsio                    | Frank Welker                                                        | Neri Marcorè                                                         |
| Captaino Achab            | Maurice LaMarche                                                    | Neri Marcorè                                                         |
| Ned L’elefante            | Frank Welker                                                        | Franco Chillemii                                                     |
| Stinky                    | Jess Harnell                                                        | Oreste Baldini                                                       |
| Sig. Buttons              | Charlie Adler                                                       | Vittorio Battarra                                                    |
| Re Woody Woodeater III    | Jim Cummings                                                        | Vittorio Battarra                                                    |
| Herman                    | Richard Karron                                                      | Gino Manfredi                                                        |
| Cane e Volpe              | Jeff Bennett                                                        | Gino Manfredi                                                        |
| Lara                      | Kath Soucie                                                         | Gilberta Crispino                                                    |
| Mel                       | Jeff Bennett                                                        | Stefano Onofri                                                       |
| Dr. Tobias J. Exeter      | Billy West                                                          | Stefano Onofri                                                       |
| Nefu                      | Dana Hill                                                           | Davide Perino                                                        |
| Madre di Timon            | Estelle Harris                                                      | Aurora Cancian                                                       |
| Martin Pardon             | Rob Paulsen                                                         | Vincenzo Ferro                                                       |
| Castaway                  | Jeff Bennett                                                        | Carlo Reali                                                          |
| Ispettore della giungla   | Tony Jay                                                            | Carlo Reali                                                          |
| Dott. Caliostro           | Billy West                                                          | Carlo Reali                                                          |
| Lester                    | Jim Cummings                                                        | Bruno Alessandro                                                     |
| Procione Ladro            | Steve Mackall                                                       | Roberto Stocchi                                                      |
| Ghiottone                 | Patrick Fraley                                                      | Roberto Stocchi                                                      |
| Teo Vampiris              | Jeff Bennett                                                        | Rino Bolognesi                                                       |
| Dan Tucano                | Jeff Bennett                                                        | Rino Bolognesi                                                       |
| Gallo                     | Jim Cummings                                                        | Rino Bolognesi                                                       |
| Fantasma                  | Frank Welker                                                        | Rino Bolognesi                                                       |
| Gopher                    | Jim Cummings                                                        | Renzo Stacchi                                                        |
| Sig. Maiale               | Keith David                                                         | Renzo Stacchi                                                        |
| Chef Claude               | Rob Paulsen                                                         | Oliviero Dinelli                                                     |
| Genio                     | David Leisure                                                       | Oliviero Dinelli                                                     |
| Tockins                   | ??                                                                  | Gianni Vagliani                                                      |
| Principessa Claudia       | Tara Strong                                                         | Domitilla D'Amico                                                    |
| Capitano Bloodbeard       | William Morgan Sheppard                                             | Glauco Onorato                                                       |
| Eleanor Dewberry          | Valery Pappas                                                       | Silvia Pepitoni                                                      |
| Leslie Lambeau            | Grey DeLisle                                                        | Laura Boccanera                                                      |

## Edizioni home video
In Italia la serie è stata distribuita sul mercato VHS e DVD in tre edizioni:
| Film                                    | Edizioni Home video            | Data di uscita                                                                    | Episodi | Canzoni                             | Lingue                                   |
| --------------------------------------- | ------------------------------ | --------------------------------------------------------------------------------- | --- | ----------------------------------- | ---------------------------------------- |
| In giro per il mondo con Timon e Pumbaa | Buena Vista Home Entertainment | 13 settembre 1996 (prima edizione VHS), 7 giugno 2004 (seconda edizione VHS, DVD) | Il nuovo re Sogni di ricchezza Lo scoiattolo volante Un banchetto da sogno I due orfanelli L'uovo di alligatore        | Video musicale: Stand By Me         | Italiano                                 |
| Fuori a cena con Timon e Pumbaa         | Buena Vista Home Entertainment | 15 agosto 1997 (prima edizione VHS), 14 marzo 2005 (seconda edizione VHS, DVD)    | Dalla Francia con sapore Lo zio Boris Due amici precisi L'aquilotto del Kilimangiaro La ricompensa Il sospetto         | Video musicale: Yummy, Yummy, Yummy | Italiano                                 |
| In vacanza con Timon e Pumbaa           | Buena Vista Home Entertainment | 2005 (DVD)                                                                        | Vuoi essere mio amico? Giorno del Miglior Amico I rimedi di nonna Timon Voglio essere un elefante L'onestà è una virtù |                                     | Italiano, inglese, tedesco, arabo, turco |

In giro per il mondo con Timon e Pumbaa è costituito da sei episodi uniti tra loro da una storia di raccordo realizzata e animata per l'occasione, andando a costituire una sorta di film episodico, come fatto con Tarzan & Jane e Topolino & i cattivi Disney. La trama mostra Pumbaa che, a causa di un fulmine, ha perso la memoria e ascolta Timon raccontargli episodi della loro amicizia per farlo ricordare.

## Trasmissioni nel mondo
Timon e Pumbaa è stato trasmesso, oltre che in USA e in Italia, anche in diversi Paesi in tutto il mondo.
| Paese       | Canale/i                                                       |
| ----------- | -------------------------------------------------------------- |
| Stati Uniti | CBS, Disney Channel, Disney+                                   |
| Qatar       | JeemTV                                                         |
| Italia      | Disney Channel, Toon Disney, Disney in English, Rai 2, Disney+ |
| Australia   | Toon Disney                                                    |
| India       | Disney Channel                                                 |
| Germania    | Disney Channel                                                 |
| Grecia      | Mega Channel, ERT2, Disney Junior, Disney+                     |
| Indonesia   | Antv, Disney+                                                  |
| Russia      | CTC                                                            |
| Regno Unito | Disney Channel, Disney+                                        |
| Giappone    | Disney Channel                                                 |